# Robert Mermoud
Robert Mermoud (25 settembre 1908 – ...) è stato un pallanuotista svizzero che ha partecipato ai Giochi di Amsterdam 1928 e di Berlino 1936.